# Rano brončano doba u Sloveniji
Ljubljanska kultura koja u Sloveniji traje iz bakrenoga doba i u rano brončano doba označava spoj vučedolske kulture i kulture zvonolikih pehara kako u kulturnom, tako i u etničkome smislu.
Paralelno s ljubljanskom kulturom pojavljuju se u rano brončano doba i naselja tipa Notarnje Gorice, Maharski preklop, Blatna Brezovica. Taj tip sojeničkih naselja ima korijen u alpskom facijesu lengyelske kulture, tj. lasinjske kulkture.
Licenska keramika dokazuje postojanje ovog tipa naselja i u rano brončano doba.
Licenskom fazom naziva se situacija poslije ljubljanske kulture koja je s licenskom keramikom geografski povezana i kronološki obilježena.
Licensku keramiku nalazimo i u visinskim naseljima koja za razliku od sojeničkih naselja na Ljubljanskom barju tek nastaju (npr. Brinjeva gora se formira sada i traje do starijeg željeznoga doba).
U rano brončano doba na tlu Slovenije nije se oblikovala neka lokalna autohtona kultura, riječ je samo o nastavcima bakrenodobnih tradicija, što je neobično obzirom na značaj ljubljanske kulture, pri stvaranju licenske keramike. Dakle, jedinstvo slovenskog prostora u rano brončano doba ne postoji u smislu neke lokalne ranobrončanodobne kulture, već u zadržavanju eneolitičkog nasljeđa: ljubljanske kulture, kasne lengyelske kulture te lasinjske kulture. Zato su i kronološke granice između bakrenoga doba i brončanog doba nejasne.

## Naselja
Naselja iz bakrenog doba kontinuiraju i u rano brončano doba. Na primjer, na Ljubljanskom barju i dalje se živi u sojenicama, a na Krasu, u zaleđu Trsta – u špiljama. Novo naselje je visinska Brinjeva gora.
Sojenice su građene uglavnom na povremeno poplavljenom tlu. Naselje je bilo opkoljeno ogradom od kolja zabijenog u tlo, a do njega je vodio most. Kuće su imale ognjište s podlogom od ilovače, možda i kamena. Zidovi nisu očuvani, vjerojatno su bili od šiblja.

## Način pokopa
Zasada s tla Slovenije nije poznat ni jedan grob iz ranog brončanoga doba.

## Metalno oružje i oruđe
S Ljubljanskog barja potječe brončani bodež iz razdoblja Br A2 po Reineckeu, koji s kratkim mačem iz Lavrice ilustrira situaciju Ljubljanskoga barja početkom ranog brončanoga doba. Naime i bodež i mač imaju vrlo sličnu ornamentiku srednjeeuropskoga porijekla. Kratki mač iz Lavrice pripada najstarijem tipu srednjeeuropskih mačeva tipa Sauerbrunn, i to varijanti koja dršku ima još od organskog materijala, dok kasnije dobiva metalni nastavak za dršku.

## Keramoprodukcija
Analizom keramike iz Iga izdvojena su dva stupnja: slovenski tip vučedolske kulture (Ig I) i ljubljanska kultura (Ig II). Po mišljenju Paole Korošec, ljubljanska kultura traje i u rano brončano doba, posebno svojom najmlađom licenskom fazom, koja zahvaća period cijelog ranog brončanoga doba. Neki keramički oblici imaju korijene u lasinjskom kulturnom kompleksu. Novost su zdjele izvijenoga ušća, te keramika slična unjetičkim peharima, koje nalazimo i u nekroplama hatvanske kulture, ali i vrčeve tipične za srednjoeuropske nekropole ranog brončanoga doba. 
Kulturna koine koja se manifestira u sličnosti keramičkih formi od srednjeg Podunavlja preko alpskih područja, sve do sjeverne Italije, već je čvrsto formirana. Isto vrijedi i za ornament: tu srećemo litzenski ornament, metličasti, pseudobarbotinski, te još i plastično ukrašavanje. Ornamentiku tih vrsta poznaju i sve susjedne kulture.

## Ekonomija
Stočarstvo je bilo osnovna grana privrede. Potom po važnosti slijedi lov, pa tek onda ratarstvo.